# Idiosoma castellum
Espèce
Synonymes
- Aganippe castellum Main, 1986

Idiosoma castellum est une espèce d'araignées mygalomorphes de la famille des Idiopidae.

## Distribution
Cette espèce est endémique d'Australie-Occidentale.

## Publication originale
- Main, 1986 : Trapdoors of Australian mygalomorph spiders: Protection or predation?. Actas X Congreso internacional de aracnologia, vol. 1, p. 95-102.